# Молодіжна збірна Австралії з хокею із шайбою
Молодіжна збірна Австралії з хокею із шайбою (англ. Australia men's national junior ice hockey team) — національна молодіжна збірна команда Австралії, складена з гравців віком не більше 20 років, яка представляє свою країну на міжнародних змаганнях з хокею із шайбою. Управління збірною здійснюється Австралійською хокейною федерацією.

## Історія
Дебютний матч молодіжної збірної Австралії відбувся 3 березня 1983 на молодіжному чемпіонаті світу проти однолітків з Румунії, поступились 2:10. Австралійці програли усі шість матчів збірним Болгарії, Угорщини та Румунії. У наступних двох чемпіонатах 1984 та 1987 років також програли усі матчі, в тому числі зазнали найбільшої поразки від югославів 1:21 у 1987 році. Після цього австралійці не брали участі у чемпіонатах аж до 2000 року, де вони здобули і першу перемогу над Ісландією 8:4. У 2008 австралійці здобули найбільшу перемогу в історії над збірною Болгарії 16:0. На чемпіонаті світу 2010 року Австралія посіла перше місце у третьому Дивізіоні та отримала право виступати у другому Дивізіоні.

## Результати на чемпіонатах світу
- 1983 рік – Закінчили на 4-му місці (Група «С»)
- 1984 рік – Закінчили на 7-му місці (Група «С»)
- 1987 рік – Закінчили на 6-му місці (Група «С»)
- 2000 рік – Закінчили на 7-му місці (Група «D»)
- 2001 рік – Закінчили на 8-му місці (Дивізіон III)
- 2003 рік – Закінчили на 4-му місці (Дивізіон III)
- 2004 рік – Закінчили на 1-му місці (Дивізіон III)
- 2005 рік – Закінчили на 5-му місці (Дивізіон II Група «В»)
- 2006 рік – Закінчили на 5-му місці (Дивізіон II Група «А»)
- 2007 рік – Закінчили на 6-му місці (Дивізіон II Група «А»)
- 2008 рік – Закінчили на 4-му місці (Дивізіон III)
- 2010 рік – Закінчили на 1-му місці (Дивізіон III)
- 2011 рік – Закінчили на 5-му місці (Дивізіон II Група «В»)
- 2012 рік – Закінчили на 5-му місці (Дивізіон II Група «В»)
- 2013 рік – Закінчили на 4-му місці (Дивізіон II Група «В»)
- 2014 рік – Закінчили на 4-му місці (Дивізіон II Група «В»)
- 2015 рік – Закінчили на 3-му місці (Дивізіон II Група «В»)
- 2016 рік – Закінчили на 5-му місці (Дивізіон II Група «В»)
- 2017 рік – Закінчили на 6-му місці (Дивізіон II Група «В»)
- 2018 рік – Закінчили на 5-му місці (Дивізіон III)
- 2019 рік – Закінчили на 2-му місці (Дивізіон III)
- 2020 рік – Закінчили на 2-му місці (Дивізіон III)
- 2022 рік – Закінчили на 3-му місці (Дивізіон III)
- 2023 рік – Закінчили на 1-му місці (Дивізіон III)
- 2024 рік – Закінчили на 4-му місці (Дивізіон II Група «B»)
- 2025 рік – Закінчили на 5-му місці (Дивізіон II Група «В»)